# Nothobrya schubarti
Espèce
Nothobrya schubarti est une espèce de collemboles de la famille des Orchesellidae.

## Distribution
Cette espèce est endémique du Brésil. Elle se rencontre au Piauí et au Pernambouc.

## Description
Nothobrya schubarti mesure de 1,5 à 2,0 mm.

## Étymologie
Cette espèce est nommée en l'honneur d'Otto Schubart.

## Publication originale
- Arlé, 1961 : Novas especies de colembolas aquaticas (Nota preliminar). Atas, Sociedade de Biologia do Rio de Janeiro, vol. 5, p. 34-37.